# Irena Barber
Irena Barber (roj. Irena Talaber, madžarsko Barbér Irén), slovenska pisateljica in novinarka na Madžarskem, * Ritkarovci (danes Verica-Ritkarovci), 9. februar 1939; † Sombotel, 1. maj 2006
Rodila se je v Slovenskem Porabju očetu Ferencu Talaberju in materi Teriziji Merkli. Obiskovala je osnovno šolo na Verici in gimnazijo v Gjuru. Po protikomunistični revoluciji 1956 je v Sombotelu nadaljevala gimnazijo. Pozneje je bila predavateljica v skupščini na Gornjem Seniku, zatem sekretarka na Dolnjem Seniku.
1957 je sestavila igralsko skupino. Pisala je komedije in prevajala madžarske novele ter igre. Njena prva knjiga je Živlenje je kratko (1993), druga pa Trnova paut (1998).
Od 1970 je delala kot novinarka. Od 1990 naprej je pisala članke v časopisu Porabje.